# Dombeya taylorii
Dombeya taylorii är en malvaväxtart som beskrevs av Baker f.. Dombeya taylorii ingår i släktet Dombeya och familjen malvaväxter. Inga underarter finns listade i Catalogue of Life.